# Euripus consimilis
Espèce
Euripus consimilis est une espèce de lépidoptères de la famille des Nymphalidae, à la sous-famille des Apaturinae et au genre Euripus.

## Dénomination
Euripus consimilis a été nommé par Westwood en 1850.
Synonyme : Diadema consimilis Westwood, 1850.

### Noms vernaculaires
Euripus  consimilis se nomme Painted Courtesan en anglais.

### Sous-espèces
- Euripus consimilis consimilis dans le nord de l'Inde, en Birmanie et Thaïlande.
- Euripus consimilis eurinus Fruhstorfer, 1903 ; en Thaïlande.
- Euripus consimilis cmeridionalis Wood-Mason ; dans le sud de l'Inde[1].

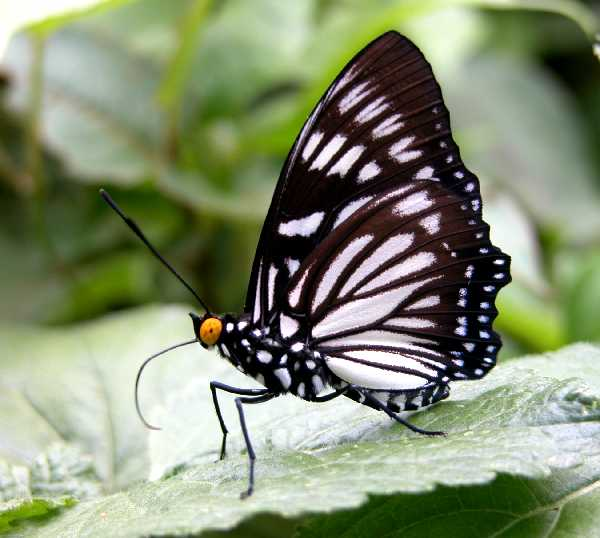
revers

## Description
C'est un très grand papillon de couleur marron à noir aux antérieures ornées de blanc sous forme de longues taches entre les nervures, alors que les postérieures sont blanches avec les nervures marron ou noir. Antérieures et postérieures sont bordées d'une bande marron ou noir à ligne de petite taches. Ses yeux sont jaune doré.
Le revers est semblable

## Biologie

### Plantes hôtes
Les plantes hôtes sont des Urticaceae dont Trema orientalis.

## Écologie et distribution
Il est présent en Asie du Sud-Est en Inde, Birmanie et Thaïlande.